# Florida (ville)
Pour les articles homonymes, voir Florida.
Florida (fondée sous le nom de Villa de San Fernando de la Florida) est une ville et une municipalité de l'Uruguay, capitale du département homonyme de Florida. Elle est arrosée par un petit affluent du fleuve Santa Lucia, la rivière Santa Lucía Chico. La cité fut édifiée le 24 avril 1809 et y furent proclamées au site historique de la Piedra Alta les trois Lois de l'Indépendance de l'Uruguay le 25 août 1825. Elle a obtenu le statut de ville (ciudad) le 19 avril 1894. 
En 2011, sa population est de 33 640 habitants et figure parmi les 15 villes les plus peuplées de l'Uruguay.

## Histoire
La fondation de la ville de Florida est très étroitement liée à l'histoire de tout le pays. Elle fut fondée le 24 avril 1809 puis sa population augmenta en importance quand en 1811 les habitants suivirent les premiers signes de la révolution dirigée par José Artigas qui conduisit le pays à l'indépendance. C'est à Florida que fut érigé le site historique de la Piedra Alta, sur les bords du río Santa Lucía Chico où furent proclamées les trois Lois de la Déclaration d'indépendance de l'Uruguay le 25 août 1825.
En 1900, le site de la Piedra Alta fut déclaré "Altar de la Patria" et, en 1910, fut réalisé le parc du Prado de la Piedra Alta conçu par un architecte paysagiste français.
Par la suite, par le développement du département, lorsqu’il devint nécessaire de construire un pont sur le río Santa Lucía Chico pour faciliter les déplacements est-ouest, ce fut dans cette ville qu'il fut construit, ce qui fit de la ville un point important de contact entre les régions du pays.

## Population
Sa population urbaine est de 32 128 habitants.
| Année | Population |
| ----- | ---------- |
| 1963  | 20 983     |
| 1975  | 25 374     |
| 1985  | 28 443     |
| 1996  | 31 594     |
| 2004  | 32 128     |

## Personnalités
- Pedro Varela, homme politique et président de l'Uruguay (1868, 1875-1876), y est né en 1837.
- Mauricio Rosencof, journaliste, dramaturge, poète, écrivain et tupamaros uruguayen, y est né en 1933.
- Mario Delgado Aparaín, écrivain et professeur uruguayen, y est né en 1949.
- Eduardo Lorier, ingénieur agronome et homme politique uruguayen, secrétaire général du Parti communiste d'Uruguay (2006-2017), sénateur (depuis 2015) et ambassadeur à Cuba (depuis 2018), y est né en 1952.
- Sebastián Viera, footballeur international uruguayen, y est né en 1983.
- Jonathan Rodríguez, footballeur international uruguayen, y est né en 1993.
- Sergio Cortelezzi, footballeur italo-uruguayen, y est né en 1994.